# Говелл Тауншип (Нью-Джерсі)
Говелл Тауншип (англ. Howell Township) — селище (англ. township) в США, в окрузі Монмаут штату Нью-Джерсі. Населення — 53 537 осіб (2020). Утворений 23 лютого 1801 року.

## Демографія
Згідно з переписом 2010 року, у селищі мешкало 51 075 осіб у 17 260 домогосподарствах у складі 13 618 родин. Було 17979 помешкань
Расовий склад населення:
| - 88,3 % — білих - 4,5 % — азіатів - 3,7 % — чорних або афроамериканців - 0,2 % — корінних американців - 1,6 % — осіб інших рас |

До двох чи більше рас належало 1,7 %. Частка іспаномовних становила 8,1 % від усіх жителів.
За віковим діапазоном населення розподілялося таким чином: 26,3 % — особи молодші 18 років, 63,7 % — особи у віці 18—64 років, 10,0 % — особи у віці 65 років та старші. Медіана віку мешканця становила 39,6 року. На 100 осіб жіночої статі у селищі припадало 96,3 чоловіків; на 100 жінок у віці від 18 років та старших — 93,5 чоловіків також старших 18 років.
Середній дохід на одне домашнє господарство становив 107 679 доларів США (медіана — 93 733), а середній дохід на одну сім'ю — 121 522 долари (медіана — 108 053). Медіана доходів становила 76 143 долари для чоловіків та 52 247 доларів для жінок. За межею бідності перебувало 4,3 % осіб, у тому числі 4,4 % дітей у віці до 18 років та 6,3 % осіб у віці 65 років та старших.
Цивільне працевлаштоване населення становило 26 480 осіб. Основні галузі зайнятості: освіта, охорона здоров'я та соціальна допомога — 24,2 %, роздрібна торгівля — 14,4 %, науковці, спеціалісти, менеджери — 10,6 %, мистецтво, розваги та відпочинок — 7,6 %.